# John Surtees
Norman John Surtees, OBE, född 11 februari 1934 i Tatsfield i Surrey, död 10 mars 2017 i London, var en brittisk roadracing- och racerförare. Han är den ende hittills som har blivit världsmästare både i motorcykelsport och bilsport.

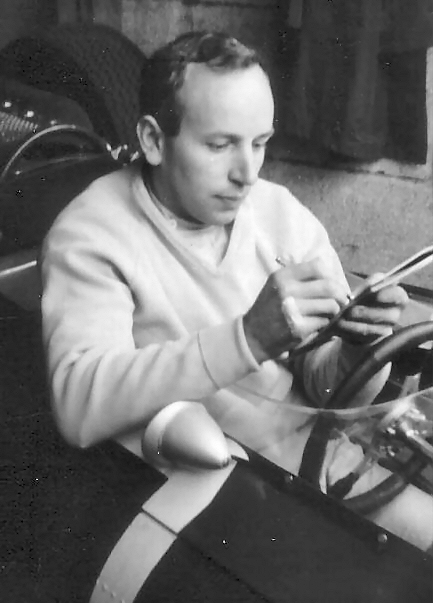
John Surtees i.

## Racingkarriär
Surtees tävlade under 1950-talet i roadracing och blev världsmästare inte mindre än sju gånger, 1958-1960 i 350cc samt 1956 och 1958-1960 i 500cc. 1960 började han köra formel 1 och blev världsmästare även på fyra hjul i Ferrari 1964. Han är den ende hittills som har blivit världsmästare på både två och fyra hjul.  
Surtees startade ett eget formel 1-stall 1970, Team Surtees.
Surtees blev för sina insatser invald i International Motorsports Hall of Fame 1996.
Drottning Elizabeth II utsåg Surtees till officer i den Brittiska Imperieorden 2008.

## F1-karriär
| Säsong                 | Stall/Tillverkare           | Placering              | Lopp | Poäng | Etta | Tvåa | Trea | Pole | Varv |
| ---------------------- | --------------------------- | ---------------------- | ---- | ----- | ---- | ---- | ---- | ---- | ---- |
| 1960                   | Lotus-Climax                | 12                     | 4    | 6     |      | 1    |      | 1    | 1    |
| 1961                   | Reg Parnell (Cooper-Climax) | 12                     | 8    | 4     |      |      |      |      |      |
| 1962                   | Reg Parnell (Lola-Climax)   | 4                      | 9    | 19    |      | 2    |      | 1    |      |
| 1963                   | Ferrari                     | 4                      | 10   | 22    | 1    | 1    | 1    | 1    | 3    |
| 1964                   | Ferrari                     | 1                      | 10   | 40    | 2    | 3    | 1    | 2    | 2    |
| 1965                   | Ferrari                     | 5                      | 8    | 17    |      | 1    | 2    |      |      |
| 1966                   | Ferrari Cooper-Maserati     | 2                      | 2 7  | 9 19  | 1    | 1    | 1    | 1    | 1 2  |
| 1967                   | Honda                       | 5                      | 9    | 20    | 1    |      | 1    |      |      |
| 1968                   | Honda                       | 7                      | 12   | 12    |      | 1    | 1    | 1    | 1    |
| 1969                   | BRM                         | 11                     | 10   | 6     |      |      | 1    |      |      |
| 1970                   | McLaren-Ford Surtees-Ford   | 18                     | 11   | 1 2   |      |      |      |      | 1    |
| 1971                   | Surtees-Ford                | 18                     | 11   | 3     |      |      |      |      |      |
| 1972                   | Surtees-Ford                | -                      | 2    |       |      |      |      |      |      |
| Sammanlagt 13 säsonger | Sammanlagt 13 säsonger      | Sammanlagt 13 säsonger | 113  | 180   | 6    | 10   | 8    | 8    | 11   |

| 1. Tyskland 1963 2. Tyskland 1964 3. Italien 1964 4. Belgien 1966 5. Mexiko 1966 6. Italien 1967 |

| 1. Storbritannien 1960 2. Storbritannien 1962 3. Tyskland 1962 4. Storbritannien 1963 5. Nederländerna 1964 6. USA 1964 7. Mexiko 1964 8. Sydafrika 1965 9. Tyskland 1966 10. Frankrike 1968 |

| 1. Nederländerna 1963 2. Storbritannien 1964 3. Frankrike 1965 4. Storbritannien 1965 5. USA 1966 6. Sydafrika 1967 7. USA 1968 8. USA 1969 |

| 1. Portugal 1960 2. Nederländerna 1962 3. Italien 1963 4. Tyskland 1964 5. Italien 1964 6. Belgien 1966 7. Mexiko 1966 8. Italien 1968 |

| 1. Portugal 1960 2. Monaco 1963 3. Storbritannien 1963 4. Tyskland 1963 5. Tyskland 1964 6. Italien 1964 7. Belgien 1966 8. Tyskland 1966 9. USA 1966 10. Belgien 1968 11. Sydafrika 1970 |

| \| 1. Isle of Man 1956 2. Nederländerna 1956 3. Belgien 1956 4. Nederländerna 1957 5. Isle of Man 1958 6. Nederländerna 1958 7. Belgien 1958 8. Västtyskland 1958 9. Nordirland 1958 10. Italien 1958 11. Frankrike 1959 12. Isle of Man 1959 13. Västtyskland 1959 14. Nederländerna 1959 15. Belgien 1959 16. Nordirland 1959 17. Italien 1959 18. Frankrike 1960 19. Isle of Man 1960 20. Belgien 1960 21. Västtyskland 1960 22. Italien 1960 \| | 1. Isle of Man 1958 2. Nederländerna 1958 3. Belgien 1958 4. Västtyskland 1958 5. Nordirland 1958 6. Italien 1958 7. Frankrike 1959 8. Isle of Man 1959 9. Västtyskland 1959 10. Belgien 1959 11. Sverige 1959 12. Nordirland 1959 13. Italien 1959 14. Nederländerna 1960 15. Nordirland 1960 1. Nordirland 1955 |
| | |
| 1. Isle of Man 1956 2. Nederländerna 1956 3. Belgien 1956 4. Nederländerna 1957 5. Isle of Man 1958 6. Nederländerna 1958 7. Belgien 1958 8. Västtyskland 1958 9. Nordirland 1958 10. Italien 1958 11. Frankrike 1959 12. Isle of Man 1959 13. Västtyskland 1959 14. Nederländerna 1959 15. Belgien 1959 16. Nordirland 1959 17. Italien 1959 18. Frankrike 1960 19. Isle of Man 1960 20. Belgien 1960 21. Västtyskland 1960 22. Italien 1960       | |